# Campionati mondiali di pugilato dilettanti 2011
La sedicesima edizione dei Campionati mondiali di pugilato dilettanti del 2011 (AIBA World Boxing Championships) si è svolta a Baku, Azerbaigian, dal 25 settembre all'8 ottobre.
La competizione è valsa come qualificazione per le Olimpiadi di Londra 2012.

## Calendario
La tabella sottostante riporta il calendario delle competizioni:
| Settembre | Settembre | Settembre | Settembre | Settembre | Settembre | Settembre | Settembre | Settembre | Ottobre | Ottobre | Ottobre | Ottobre | Ottobre | Ottobre | Ottobre | Ottobre | Ottobre | Ottobre |
| 22        | 23        | 24        | 25        | 26        | 27        | 28        | 29        | 30        | 1       | 2       | 3       | 4       | 5       | 6       | 7       | 8       | 9       | 10      |
| A         | A         | A         | C         |           |           |           |           |           |         |         |         | 16      | QF      |         | SF      | F       | P       | P       |

|  | Arrivo/Partenza delegazioni |  | Cerimonia di apertura |  | Preliminari, sedicesimi, quarti, semifinali |  | FINALI |

Il 6 ottobre è stato osservato un giorno di riposo.

## Risultati
| Categoria                              | Oro                  | Argento               | Bronzo                                    |
| Pesi Minimosca (kg 49) (dettagli)      | Zou Shiming          | Shin Jong-Hoon        | Pürevdorjiin Serdamba David Ayrapetyan    |
| Pesi Mosca (kg 52) (dettagli)          | Misha Aloyan         | Andrew Selby          | Rau'shee Warren Jasurbek Latipov          |
| Pesi Gallo (kg 56) (dettagli)          | Lázaro Álvarez       | Luke Campbell         | John Joseph Nevin Anvar Yunusov           |
| Pesi Leggeri (kg 60) (dettagli)        | Vasyl' Lomačenko     | Yasniel Toledo        | Domenico Valentino Gani Zhailauov         |
| Pesi Superleggeri (kg 64) (dettagli)   | Éverton Lopes        | Denys Berinčyk        | Tom Stalker Vincenzo Mangiacapre          |
| Pesi Welter (kg 69) (dettagli)         | Taras Šelestjuk      | Serik Säpiev          | Egidijus Kavaliauskas Krishan Vikas       |
| Pesi Medi (kg 75) (dettagli)           | Jevhen Chytrov       | Ryōta Murata          | Esquiva Falcão Florentino Bogdan Juratoni |
| Pesi Mediomassimi (kg 81) (dettagli)   | Julio César la Cruz  | Adil'bek Nijazymbetov | Egor Mehoncev Elshod Rasulov              |
| Pesi Massimi (kg 91) (dettagli)        | Oleksandr Usyk       | Teymur Mammadov       | Sjarhej Karneeŭ Wang Xuanxuan             |
| Pesi Supermassimi (kg 91 +) (dettagli) | Magomedrasul Majidov | Anthony Joshua        | Erik Pfeifer Ivan Dychko                  |

## Nazioni partecipanti
685 pugili da 127 nazioni hanno partecipato alla manifestazione.
- Afghanistan (5)
- Albania (4)
- Algeria (8)
- Angola (4)
- Arabia Saudita (5)
- Argentina (7)
- Armenia (7)
- Australia (10)
- Austria (1)
- Azerbaigian (9)
- Bahamas (2)
- Barbados (2)
- Benin (1)
- Bielorussia (10)
- Bolivia (2)
- Bosnia ed Erzegovina (5)
- Botswana (2)
- Brasile (6)
- Bulgaria (10)
- Burkina Faso (2)
- Cambogia (2)
- Canada (5)
- Camerun (5)
- Isole Cayman (2)
- Cina (10)
- Taipei cinese (4)
- Colombia (7)
- Comore (4)
- Costa d'Avorio (1)
- Croazia (5)
- Cuba (10)
- RD del Congo (10)
- Rep. Ceca (5)
- Danimarca (4)
- Dominica (4)
- Rep. Dominicana (5)
- Ecuador (8)
- Egitto (9)
- El Salvador (3)
- Estonia (3)
- Etiopia (8)
- Finlandia (1)
- Francia (8)

- Gabon (7)
- Gambia (4)
- Georgia (10)
- Germania (10)
- Ghana (7)
- Regno Unito
  -  Inghilterra (9)
  -  Scozia (1)
  -  Galles (5)
- Grecia (3)
- Guatemala (2)
- Haiti (4)
- Ungheria (10)
- Islanda (1)
- Indonesia (5)
- India (10)
- Iran (9)
- Iraq (8)
- Irlanda (10)
- Israele (2)
- Italia (9)
- Giamaica (2)
- Giappone (8)
- Giordania (4)
- Lettonia (4)
- Lituania (7)
- Kazakistan (9)
- Kenya (10)
- Kirghizistan (9)
- Kuwait (1)
- Macedonia (4)
- Malaysia (2)
- Mali (1)
- Mauritius (6)
- Messico (10)
- Moldavia (8)
- Monaco (8)
- Mongolia (8)
- Montenegro (2)
- Marocco (9)
- Birmania (2)
- Nauru (1)
- Nepal (2)

- Paesi Bassi (3)
- Nuova Zelanda (4)
- Nicaragua (2)
- Niger (2)
- Norvegia (3)
- Pakistan (6)
- Filippine (6)
- Polonia (10)
- Portogallo (1)
- Romania (8)
- Ruanda (6)
- Russia (10)
- Saint Lucia (2)
- Saint Vincent e Grenadine (1)
- Serbia (5)
- Senegal (4)
- Seychelles (4)
- Sierra Leone (9)
- Slovacchia (6)
- Slovenia (1)
- Sudafrica (4)
- Corea del Sud (8)
- Spagna (4)
- Sri Lanka (3)
- Svezia (6)
- eSwatini (1)
- Tagikistan (10)
- Thailandia (8)
- Turkmenistan (6)
- Tanzania (8)
- Togo (2)
- Tonga (2)
- Trinidad e Tobago (2)
- Tunisia (4)
- Turchia (10)
- Ucraina (10)
- Uganda (10)
- Stati Uniti (10)
- Uzbekistan (10)
- Venezuela (8)
- Vietnam (1)

## Pugili italiani
9 pugili hanno rappresentato l'Italia alla manifestazione. Tutte le categorie sono state rappresentate ad esclusione dei pesi massimi. Domenico Valentino e Vincenzo Mangiacapre hanno vinto la medaglia di bronzo rispettivamente nelle categorie dei pesi leggeri e superleggeri.

## Medagliere
| Posizione | Paese         | Oro | Argento | Bronzo | Totale |
| --------- | ------------- | --- | ------- | ------ | ------ |
| 1         | Ucraina       | 4   | 1       | 0      | 5      |
| 2         | Cuba          | 2   | 1       | 0      | 3      |
| 3         | Azerbaigian   | 1   | 1       | 0      | 2      |
| 4         | Russia        | 1   | 0       | 2      | 3      |
| 5         | Brasile       | 1   | 0       | 1      | 2      |
| 5         | Cina          | 1   | 0       | 1      | 2      |
| 7         | Kazakistan    | 0   | 2       | 2      | 4      |
| 8         | Inghilterra   | 0   | 2       | 1      | 3      |
| 9         | Giappone      | 0   | 1       | 0      | 1      |
| 9         | Corea del Sud | 0   | 1       | 0      | 1      |
| 9         | Galles        | 0   | 1       | 0      | 1      |
| 12        | Italia        | 0   | 0       | 2      | 2      |
| 12        | Uzbekistan    | 0   | 0       | 2      | 2      |
| 14        | Bielorussia   | 0   | 0       | 1      | 1      |
| 14        | Germania      | 0   | 0       | 1      | 1      |
| 14        | India         | 0   | 0       | 1      | 1      |
| 14        | Irlanda       | 0   | 0       | 1      | 1      |
| 14        | Lituania      | 0   | 0       | 1      | 1      |
| 14        | Mongolia      | 0   | 0       | 1      | 1      |
| 14        | Romania       | 0   | 0       | 1      | 1      |
| 14        | Tagikistan    | 0   | 0       | 1      | 1      |
| 14        | Stati Uniti   | 0   | 0       | 1      | 1      |
| Totale    | Totale        | 10  | 10      | 20     | 40     |